# Helvécio Martins
Helvécio Martins (Rio de Janeiro, 27 de julho de 1930 — Santo André, 14 de maio de 2005) foi um executivo e religioso de A igreja de Jesus Cristo dos Santos dos últimos dias brasileiro, tendo sido o primeiro membro de ascendência africana de A Igreja de Jesus Cristo dos Santos dos Últimos Dias a ser denominado líder administrativo e eclesiástico.
Batizou-se na fé dos últimos dias já adulto, em 1972, apesar de saber que até então o sacerdócio não era aberto a membro negros. Depois da revogação do impedimento em 9 de junho de 1978, Martins foi ordenado sacerdote e élder, e recebeu ordenanças no templo, servindo depois como bispo, conselheiro numa presidencia de estaca e presidente da missão da igreja em Fortaleza.
Em abril de 1990, o presidente da Igreja, Ezra Taft Benson, convocou Martins para ser membro do Segundo Quórum dos Setenta, tornando-se assim o primeiro negro a ocupar tal posição na história. Serviu nessa posição até 1995.
Faleceu em Santo André, São Paulo, em 14 de maio de 2005, aos 74 anos.
Seu filho Marcus Martins é ex-chefe do departamento de religião na Brigham Young University-Hawaii.